# Чемпіонат світу з легкої атлетики 2019 — естафетний біг 4×100 метрів (жінки)

Фінальний забіг

Змагання з естафетного бігу 4×100 метрів серед жінок на Чемпіонаті світу з легкої атлетики 2019 у Досі проходили 4-5 жовтня на стадіоні «Халіфа».

## Напередодні старту
На початок змагань основні рекордні результати були такими:
| WR | США Тіанна Бартолетта, Еллісон Фелікс, Б'янка Найт, Кармеліта Джетер                    | 40,82 | Лондон | 10 серпня 2012 |
| CR | Ямайка Вероніка Кемпбелл-Браун, Наташа Моррісон, Елейн Томпсон, Шеллі-Енн Фрейзер-Прайс | 41,07 | Пекін  | 29 серпня 2015 |
| WL | Німеччина Ліза-Марі Кває, Ясмін Квадво, Татьяна Пінту, Джина Люкенкемпер                | 41,67 | Берлін | 1 вересня 2019 |

Хоч склад збірної США, яка виграла чемпіонат-2017, був представлений у Досі двома діючими чемпіонками світу в цій дисципліні (Торі Бові та Моролаке Акіносун), найкращий індивідуальний час на стометрівці час в сезоні з американського квартету був у іншої спортсменки — переможниці цьогорічної національної першості Тіни Деніелс (10,99). Серйозними суперницями американок вважались ямайська збірна на чолі з Елейн Томпсон та Шеллі-Енн Фрейзер-Прайс, яким перед чемпіонатом належав найкращий в сезоні час на стометрівці (10,73), та німецький квартет — володар найкращого часу в сезоні (41,67).

## Результати

### Забіги
За підсумками двох забігів найкращий час показав ямайський спринтерський квартет (42,11). До фіналу потрапляли перші три команди з кожного забігу та дві найшвидших за часом з тих, які посіли у забігах місця, починаючи з четвертого.

### Фінал
У фіналі ямайська збірна була також поза конкуренцією.
| Місце | Команда           | Атлетки                                                                      | Час   | Примітки |
| ----- | ----------------- | ---------------------------------------------------------------------------- | ----- | -------- |
| 1     | Ямайка            | Наталія Вайт → Шеллі-Енн Фрейзер-Прайс → Джоніель Сміт → Шеріка Джексон      | 41,44 | WL       |
| 2     | Велика Британія   | Аша Філіп → Діна Ашер-Сміт → Ешлі Нельсон → Дерілл Нейта                     | 41,85 | SB       |
| 3     | США               | Дезерія Браянт → Тіна Деніелс → Моролаке Акіносун → Кіара Паркер             | 42,10 | SB       |
| 4     | Швейцарія         | Айла дель Понте → Сара Атчо → Муджинга Камбунджі → Саломе Кора               | 42,18 | NR       |
| 5     | Німеччина         | Ліза-Марі Кває → Ясмін Квадво → Джессіка-Б'янка Вессоллі → Джина Люкенкемпер | 42,48 |          |
| 6     | Тринідад і Тобаго | Семой Гакетт → Келлі-Енн Баптіст → Маурісія Пріето → Камарія Дюрант          | 42,71 | SB       |
| 7     | Італія            | Хоанеліс Еррера Абреу → Глорія Гупер → Анна Бонджорні → Ірене Сірагуза       | 42,98 |          |
| —     | КНР               | Лян Сяоцзин → Вей Юнлі → Кун Лінвей → Ге Маньці                              | —     | DQ       |